# Беспорядки на «Лэнсдаун Роуд»
Беспорядки на «Лэнсдаун Роуд» (англ. Lansdowne Road football riot) — массовые беспорядки, произошедшие во время товарищеского футбольного матча между сборными командами Ирландии и Англии 15 февраля 1995 года в Дублине на стадионе «Лэнсдаун Роуд». Зачинщиками беспорядков выступила английская неонацистская организация Combat 18, в результате драки пострадали 20 человек. Планы о попытке Combat 18 были известны британской Национальной службе уголовных расследований, о чём она сообщила ирландской полиции, однако та не предприняла никаких действий, чтобы предотвратить беспорядки.

## Combat 18
Группировка «Combat 18» была образована в 1992 году Полом Дэвидом Сарджентом как группа поддержки Британской национальной партии во время массовых мероприятий. От Британской национальной партии группировка отделилась, поскольку Сарджент посчитал партию «слишком мягкой». Группировка активно вербовала футбольных хулиганов, а также занималась отправкой бомб в посылках спортсменам, выступавшим в поддержку смешанных браков.

## Матч
Последняя встреча Англии и Ирландии прошла в ноябре 1990 года в Дублине в рамках отборочного тура чемпионата Европы 1992 года. После игры на улице О’Коннелл-стрит завязалась потасовка между фанатами и ирландскими полицейскими. Перед матчем в феврале 1995 года Футбольная ассоциация Ирландии начала вести переговоры с Футбольной ассоциации Англии об усилении мер безопасности, чтобы не допустить повторения подобных событий. Англия получила 4 тысячи билетов из 40 тысяч возможных для своих фанатов.
Во время исполнения национальных гимнов начались первые конфликты. Так, ирландские фанаты освистали британский гимн God Save The Queen, английские фанаты же в ответ освистали гимн Ирландии. Некоторые английские фанаты (в том числе члены Combat 18) в это время стали скандировать «Зиг хайль» и показывать нацистское приветствие, а также кричать «Не сдадимся в плен ИРА» (англ. No Surrender to the IRA) на мотив рождественского гимна Oil in My Lamp и «Ольстер — британский» (англ. Ulster is British). Игра стартовала в 18:15 по местному времени, а на 21-й минуте ирландец Дэвид Келли открыл счёт в матче. Когда гол англичан не был засчитан, несколько английских фанатов стали швыряться мусором в нижние ряды, в том числе и вырванными скамьями. В этот момент судья немедленно остановил матч и увёл игроков с поля. Хулиганы не прекратили беспорядки, а в момент ухода с поля тренера ирландцев Джека Чарльтона, бывшего игрока сборной Англии, стали кричать в его адрес «Иуда». Болельщики с нижних рядов выбежали на поле, спасаясь от посторонних предметов, которыми швырялись англичане. Несколько ирландских фанатов по ошибке оказались в зоне английских болельщиков, поскольку футбольная ассоциация Англии предоставила футбольной ассоциации Ирландии некорректную информацию о размещении своих болельщиков на трибунах.

## Драка
После ухода команд с поля беспорядки только усугубились, а спустя 12 минут матч был официально остановлен и отменён. Фанатов эвакуировали, за исключением 4500 английских болельщиков, которых оставили на стадионе под прикрытием отряда ирландской полиции. При попытке ирландской полицией вывести английских фанатов очередная волна насилия прокатилась по стадиону. Полиция медленно подбиралась к буянившим ультрас, поскольку точно не знала, где они находятся. В результате беспорядков были ранены 20 человек, 40 были арестованы.

## Реакция
Обе стороны осудили беспорядки. Главный тренер сборной Англии Терри Венейблс заявил:

Это было ужасно. У меня не хватает слов описать наши чувства. Могут быть серьёзные последствия.
Оригинальный текст (англ.)It was terrible. I have not got words strong enough to describe how we feel about this. There could be repercussions

Главный тренер сборной Ирландии Джек Чарльтон обвинил английских ультрас в срыве матча:

Я многое видел в футболе, но чтобы такое… Это катастрофа для ирландского футбола, но я был против отмены матча, потому что как иначе поступить с 2 тысячами английских фанатов, беснующихся в городе? Английские фанаты сами же были обстреляны своими и вовлекли в это дело худших наших болельщиков.
Оригинальный текст (англ.)I have seen a lot in football but nothing like this. It is a disaster for Irish football but I didn't want the game abandoned because what do you do with 2,000 English fans running around the town? The English fans were being bombarded by some of their own. And they brought out the worst in some of ours.

Беспорядки поставили под вопрос возможность проведения Англией чемпионата Европы через год, а Министр по делам молодёжи и спорта Ирландии Бернард Аллен выразил опасение за безопасность болельщиков в Англии:

Могут ли ирландцы и иностранцы приехать в Англию и без опаски смотреть матч в присутствии людей, подобных тем, что были сегодня вечером?
Оригинальный текст (англ.)How can people from Ireland and from other countries go to England and expect to be safe watching matches in the presence of people like those who were here tonight?

Критике в прессе подверглась ирландская полиция, когда выяснилось, что полицейские были проинформированы британской Национальной службой уголовных расследований о возможных провокациях со стороны английских ультрас. Пресса осудила решение разместить англичан на верхних трибунах, а фотографии «зигующих» английских ультрас обошли весь мир и стали одним из символов английских футбольных хулиганов.

## Расследование
Бывший Верховный судья Ирландии Томас Финлей был назначен ответственным за расследование событий и действий ирландской полиции. Он выяснил, что беспорядки затеяли англичане, и что ирландцы никого не провоцировали, а полиция Ирландии действительно получила информацию о возможных действиях Combat 18 по срыву матча. Беспорядки могли быть предотвращены, если бы полиция Ирландии учла инструкции британцев и предприняла соответствующие меры. В ходе расследования было подтверждено, что Национальная служба уголовных расследований предлагала Ирландии помощь в борьбе против хулиганов, но те отказались. Разделение фанатов также оказалось неэффективным, что также сказалось на развитии событий на стадионе.

## Последствия
Следующую встречу в Англии пришлось ждать целых 18 лет: 29 мая 2013 года прошёл товарищеский матч на стадионе «Уэмбли», а 7 июня 2015 года состоялся матч на стадионе «Авива-Стэдиум» в Дублине. Встречи прошли без серьёзных происшествий.
По иронии судьбы, в этот же день в 2017 году вышел документальный фильм Би-би-си «Армия российских хулиганов», авторы которого обвиняли российских фанатов в подготовке массовых провокаций перед чемпионатом мира 2018 года. Журналист Алан Мур заявил, что Би-би-си опрометчиво выбрала датой показа годовщину беспорядков в Дублине.